# 巴特勒縣 (內布拉斯加州)
巴特勒縣（英語：Butler County）是美國內布拉斯加州東部的一個縣，北界普拉特河。面積1,514平方公里。根據美國2000年人口普查估計，共有人口8,767人。縣治大衛城 (David City)。
成立於1868年。縣名紀念首任州長大衛·巴特勒 (David Butler)。